# 庫特 (密蘇里州)
庫特（英語：Cooter）是位於美國密蘇里州佩米斯科特縣的城市。

## 人口
根據2020年美國人口普查的數據，庫特的面積為0.76平方千米，皆為陸地。當地共有人口343人，而人口密度為每平方千米451人。